# Крин (Француска)
Крин (фр. Crusnes) насеље је и општина у североисточној Француској у региону Лорена, у департману Мерт и Мозел која припада префектури Брије.
По подацима из 2011. године у општини је живело 1626 становника, а густина насељености је износила 268,32 становника/km². Општина се простире на површини од 6,06 km². Налази се на средњој надморској висини од 371 метар (максималној 436 m, а минималној 350 m).

## Демографија
| 1962. | 1968. | 1975. | 1982. | 1990. | 1999. | 2011. |
| ----- | ----- | ----- | ----- | ----- | ----- | ----- |
| 1.757 | 2.186 | 1.843 | 1.590 | 1.660 | 1.602 | 1.626 |

График промене броја становника у току последњих година